# Torymus notatus
Torymus notatus är en stekelart som först beskrevs av Walker 1833.  Torymus notatus ingår i släktet Torymus och familjen gallglanssteklar. Arten är reproducerande i Sverige. Inga underarter finns listade i Catalogue of Life.